# Janhvi Kapoor
Janhvi Kapoor (Bombay; 6 de marzo de 1997) es una actriz india que trabaja en películas de lengua hindi. Hija de Sridevi y Boney Kapoor, debutó en 2018 con la película romántica Dhadak, que fue un éxito comercial. Kapoor desde entonces ha protagonizado las películas de Netflix Historias de Fantasma  y Gunjan Saxena: El Kargil Girl (ambas en 2020).

## Juventud
Janhvi Kapoor nació el 6 de marzo de 1997 y es hija de la actriz Sridevi y del productor cinematográfico Boney Kapoor. Tiene una hermana más joven, Khushi, y dos hermanos, el actor Arjun Kapoor y Anshula Kapoor. Es la sobrina  de los actores Anil Kapoor y Sanjay Kapoor. Estudió en la Escuela Internacional Dhirubhai Ambani en Mumbai. Antes de hacer su debut cinematográfico estudió en el Instituto de Teatro y Cine Lee Strasberg en California.

## Carrera
Kapoor realizó su debut cinematográfico en 2018 con la película romántica Dhadak, dirigida por Shashank Khaitan y coprotagonizada por Ishaan Khatter. Un remake del 2016 en lengua hindi de la película Sairat, encarnando a  una chica de clase alta cuya vida gira trágica después de que ella se fuga con un chico de clase baja (interpretado por Khatter). La película recibió muchas críticas negativas, pero con una recaudación de ₹1.1 mil millones, probó ser un éxito comercial. Un artículo de Rajeev Masand para  CNN-News18, criticó la película por borrar la base de castas y la consideró inferior al original, pero destacó que  Kapoor tuvo "una fragilidad que la hace entrañable al instante, y una conmovedora calidad que hace difícil quitarle los ojos de encima en la pantalla". En cambio, Anna M. M. Vetticad de Firstpost creyó que "su interpretación carece de personalidad y colorido". Ganó el premio a la mejor actriz revelación de los Zee Cine Awards. En el mismo año, la marca de cosméticos Nykaa seleccionó a Kapoor para ser su embajadora de marca.
La siguiente aparición en pantalla de Kapoor fue en 2020 cuándo  protagonizó la participación de Zoya Akhtar en la antología de terror Ghost Stories de Netflix Shubhra Gupta, de The Indian Express, mostró su desagrado por la película, pero añadió que la "única sorpresa real proviene de Janhvi Kapoor en una sólida actuación".
En marzo de 2021 finalizó Suerte Buena Jerry, una adaptación en lengua hindi de la  película de Kolamavu Kokila, de 2018, producida por Aanand L. Rai.

## Filmografía
| Año  | Película                       | Función                  | Notas                                                       | Ref.   |
| ---- | ------------------------------ | ------------------------ | ----------------------------------------------------------- | ------ |
| 2018 | Dhadak                         | Parthavi Singh Rathore   | Nominada—Premio a la mejor actriz revelación Filmfare Award |        |
| 2020 | Historias de fantasma          | Sameera                  | Netflix Película de antología; Zoya Akhtar segmento         |        |
| 2020 | Angrezi Medio                  | Ella                     | Aparición especial "Kudi Nu Nachne De"                      | [ 14 ] |
| 2020 | Gunjan Saxena: El Kargil Chica | Gunjan Saxena            | Película de Netflix                                         |        |
| 2021 | Roohi                          | Roohi Arora/ Afzana Bedi |                                                             | [ 15 ] |
| 2021 | Dostana 2                      | TBA                      | Filmación                                                   | [ 16 ] |
| 2021 | Suerte buena Jerry             | TBA                      | Completado                                                  | [ 17 ] |